# André Buffière
Pierre André Buffière (Vion (Ardèche), 12 de novembro de 1922 - 2 de outubro de 2014) foi um basquetebolista e treinador de basquetebol francês que integrou a Seleção Francesa na conquista da Medalha de Prata disputada nos XIV Jogos Olímpicos de Verão em 1948 realizados em Londres no Reino Unido.